# Салама
Салама (итал. salame) је врста кобасице која се справља од најфинијег меса, које је претходно држано у сланој води с различитим зачинима. У прошлости, била је популарна међу италијнским сељацима из разлога јер се могла чувати на собној температури и до 10 година. Различите варијанте саламе се производе у Француској, Италији, Њемачкој, Мађарској, Србији, Хрватској итд.